# Forshaga (Gemeinde)
Koordinaten: 59° 32′ N, 13° 28′ O

Forshaga ist eine Gemeinde (schwedisch kommun) in der schwedischen Provinz Värmlands län und der historischen Provinz Värmland. Der Hauptort der Gemeinde ist Forshaga.

## Größere Orte
Die Orte sind größere Ortschaften (tätorter):
- Forshaga
- Deje
- Tjärnheden
- Dyvelsten

## Partnerstädte
- Råde
- Bistrița